# Ona periòdica
Una ona periòdica és aquella que presenta periodicitat respecte al temps, és a dir, aquella ona que té un cicle repetitiu. Aquestes ones venen descrites per la relació següent:
on el període propi fonamental {\displaystyle T_{p}={\frac {1}{F}}\,\!}, {\displaystyle F\,\!} és la freqüència de la component fonamental de l'ona periòdica i {\displaystyle n\,\!} un valor enter.
Tota ona periòdica és, per definició, una ona determinista, ja que pot ser descrita matemàticament (mitjançant un model matemàtic). Les ones periòdiques més simples i conegudes són les ones sinusoidals.

## Valors característics de les ones periòdiques

### Valor mitjà
El valor mitjà d'una ona {\displaystyle x_{a}(t)\,\!} es calcula sobre un interval de la funció corresponent amb diàmetre el període fonamental {\displaystyle T_{p}\,\!} des de qualsevol instant {\displaystyle t_{0}\,\!}.
És molt freqüent que el valor mitjà d'una ona periòdica sigui zero. En electrotècnia i electrònica un valor mitjà no nul mesura la magnitud d'un component de corrent continu en un senyal.

### Valor eficaç
El valor eficaç (arrel quadrada mitjana o RMS) d'una ona periòdica {\displaystyle x_{a}(t)\,\!} es calcula sobre un interval de la funció corresponent a un període propi fonamental complet {\displaystyle T_{p}\,\!} des de qualsevol instant {\displaystyle t_{0}\,\!}.
El valor eficaç d'una ona periòdica és d'especial interès en física quan s'aplica a pressions (mecànica), tensions o intensitats (electrotècnia o electrònica) per a càlculs relacionats amb l'energia o la potència. En relació amb el valor màxim (o valor de cresta o pic) {\displaystyle A_{max}\,\!} en una ona de valor mitjà nul, el càlcul del valor eficaç de les formes d'ona es pot simplificar:
- Ona harmònica simple (sinusoïdal): {\displaystyle A_{rms}={\frac {A_{max}}{\sqrt {2}}}\,\!}
- Ona quadrada: {\displaystyle A_{rms}=A_{max}\,\!}
- Ona triangular: {\displaystyle A_{rms}={\frac {A_{max}}{\sqrt {3}}}\,\!}

La relació entre l'amplitud màxima i el valor eficaç d'una ona periòdica depèn, per tant, de la forma d'ona.

### Factor de pic o cresta
Es defineix com la relació entre el valor de pic i el valor eficaç. Exemples de factors de pic:
- Ona harmònica simple (sinusoïdal): {\displaystyle f_{a}={\sqrt {2}}\,\!}
- Ona quadrada: {\displaystyle f_{a}=1\,\!}
- Ona triangular: {\displaystyle f_{a}={\sqrt {3}}\,\!}